# Le Misanthrope (téléfilm)
Pour les articles homonymes, voir Misanthrope (homonymie).
Le Misanthrope est un téléfilm suédois d'Ingmar Bergman sorti le 10 mai 1974.

## Fiche technique
- Date de sortie : 10 mai 1974
- Titre original : Misantropen
- Autre titre : The Misanthrope
- Durée : 115 minutes
- Tourné au Danemark
- Format : Couleur
- Réalisateur : Ingmar Bergman
- Scénaristes : Peter Hansen
  - Adaptation du Misanthrope de Molière
- Producteur : Kjeld Larsen

## Distribution
- Hanne Borchsenius : Éliante
- Benny Hansen : Dubois
- Holger Juul Hansen : Philinte
- Paul Hüttel : Basque
- Henning Moritzen : Alceste
- Erik Mørk : Acaste
- Ghita Nørby : Célimène
- Lise Ringheim : Arsinoë
- Ebbe Rode : Oronte
- Peter Steen : Clitandre
- Olaf Ussing : Un messager